# Тодд, Энн (актриса, США)
Энн Тодд Фи́ллипс (англ. Ann Todd Phillips; 26 августа 1931, Денвер, Колорадо, США — 7 февраля 2020) — американская актриса.

## Ранние годы
Энн Тодд Филлипс родилась 26 августа 1931 года в Денвере (штат Колорадо, США) в семье композитора Баррилла Филлипса (1907—1988) и его жены Альберты Филлипс (в девичестве Мэйфилд). У неё был младший брат — Стивен Филлипс (1937—1986). Дальняя родственница Мэри Тодд Линкольн (1818—1882), 16-й Первой Леди США. Из-за лишений Великой депрессии она и её младший брат воспитывались дедушкой и бабушкой по материнской линии — Мистером и Миссис Мэйфилд, которые позже их усыновили и дали свою фамилию.
В 1942 году Тодд была госпитализирована в критическом состоянии с сепсисом, возникшем после того, как она поранила ногу, играя у себя во дворе.

## Карьера
В 1939 году Тодд дебютировала в кино в фильме режиссёра Джорджа Кьюкора «Заза». За свою 14-летнюю карьеру она появилась почти в сорока фильмах, наряду с такими именитыми актёрами, как Клодетт Кольбер, Ингрид Бергман, Ширли Темпл, Джеймс Стюарт, Бетт Дейвис, Барбара Стэнвик, Розалинд Расселл, Джанет Макдональд и Марлен Дитрих.
Из-за сходства имён с британской актрисой Энн Тодд, она добавила букву «Е.» к своему имени (то есть Ann E. Todd). В 1950—1953 годы Тодд играла одну из главных ролей в ситкоме «Шоу Стью Эрвина», после чего окончательно завершила карьеру. Она стала учителем и библиотекарем до выхода на пенсию в Калифорнии.

## Личная жизнь
В 1951—1953 годы Энн была замужем за Гордоном Эйч Пирсом.
29 января 1955 года Энн вышла замуж во второй раз за Роберта Ди Басарта, у них родилось двое детей. Они были женаты 38 лет до смерти Басарта 7 февраля 1993 года.

## Избранная фильмография
| Год  |   | Русское название           | Оригинальное название    | Роль             |
| ---- | - | -------------------------- | ------------------------ | ---------------- |
| 1939 | ф | Интермеццо                 | Intermezzo               | Энн Мари         |
| 1939 | ф | Дестри снова в седле       | Destry Rides Again       | девочка Клэггетт |
| 1940 | ф | Всё это и небо в придачу   | All This, and Heaven Too | Берта            |
| 1941 | ф | Как зелена была моя долина | How Green Was My Valley  | Сейнуэн          |
| 1949 | ф | Концы в воду               | Cover Up                 | Кэти Уэзерби     |